# يان إف. توماس
يان إف. توماس (بالإنجليزية: Ian F. Thomas)‏ هو نحات أمريكي، ولد في 10 مايو 1976.